# Tetrahymena

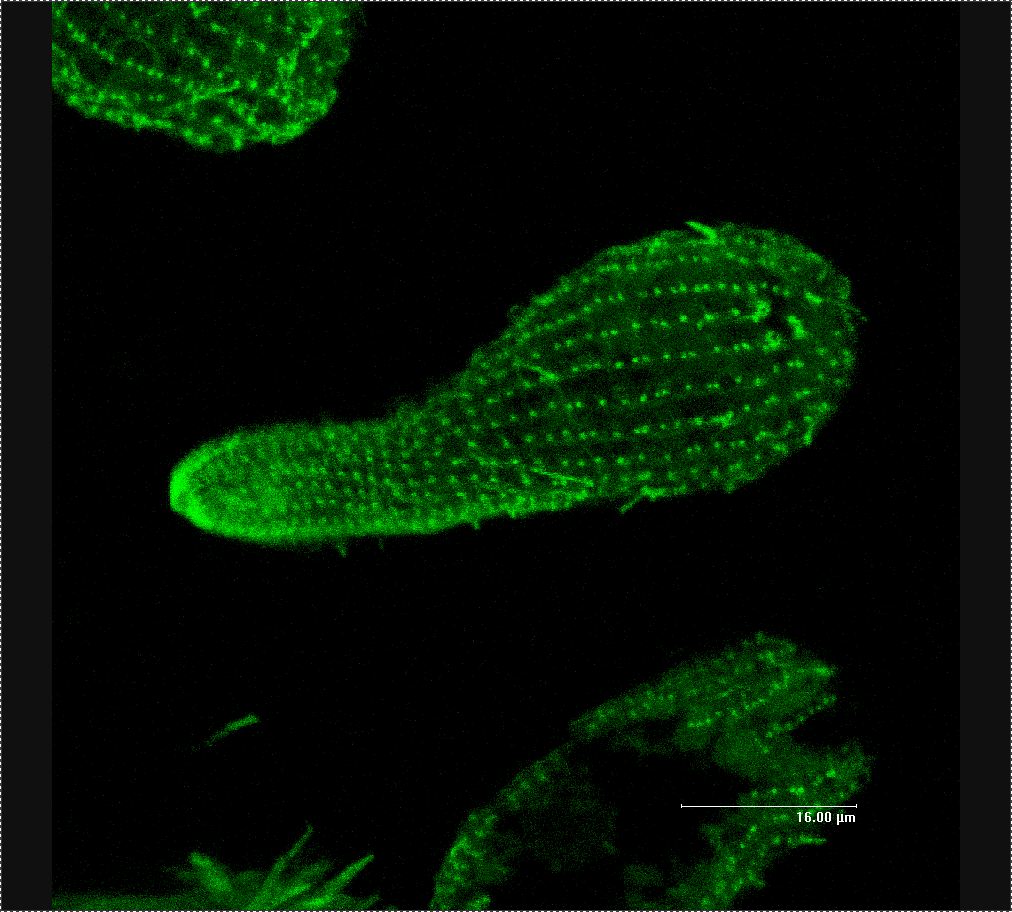
β-tubulin in Tetrahymena.

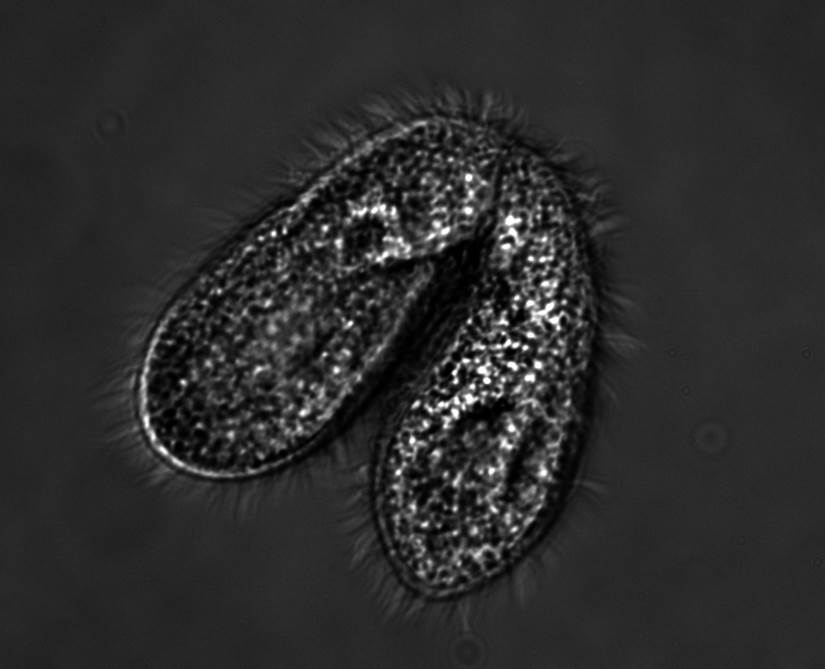
ZweiTetrahymena-Zellen mit komplementären Paarungstypen bei der sexuellen Konjugation, dabei Kerne austauschend.

Tetrahymena ist eine Gattung eukaryotischer Einzeller, die dem Stamm der Wimperntierchen angehört. Arten dieser Gattung kommen in Meeren, im Süßwasser und in feuchter Erde vor. Aufgrund der besonderen Ausprägung ihres Mundapparats (Cytostom) werden sie zu den Hymenostomatida (gr. für ‚Haut-Münder‘) gezählt.

## Aufbau
Die Arten der Gattung Tetrahymena sind 30 bis 60 μm groß und allseitig von einer holotrichen Ciliatur bedeckt. Das heißt, der ganze Körper ist von Wimpern überzogen, wodurch auch ihr Übergattungsname Wimperntierchen (von Cilien alias Wimpern) zu erklären ist. Die Ciliatur dient der Fortbewegung und ist extrem empfindlich gegenüber sensorischen (Sinnes-)Reizen. Der Organismus weist den gleichen Oralapparat (Zellmund, Cytostom) wie das Pantoffeltierchen auf, der erkennbar ein Viertel der vorderen Seite einnimmt. Mikroskopisch sichtbar sind die parallel angelegten, von Cilien bedeckten, vier Häutchen, die den Mund kennzeichnen. Die Tetrahymena haben dieser Struktur ihren Namen zu verdanken (gr.: tetra- = ‚vier‘).
Wie andere Wimperntierchen besitzt auch diese Gattung den, zur Exkretion benötigten, Cytoprokt (oder Zellafter). Tetrahymena-Arten weisen die typischen Merkmale einer eukaryotischen Zelle auf, wie beispielsweise endoplasmatisches Reticulum, Lysosom und Ribosom.

## Genetische Besonderheiten
Die für die Gattung Tetrahymena wie für alle Wimpertierchen kennzeichnende genetische Besonderheit ist der Kerndimorphismus. Die Organismen besitzen jeweils einen Mikro- und einen Makronukleus. Während im diploiden Mikronukleus die DNA sitzt, beinhaltet der Makronukleus die neu geordnete RNA-Interferenz (RNAi).
Die Atmungskette in den Mitochondrien (zumindest) der Spezies T. thermophila weicht von der anderer Eukaryoten ab.

## Modellorganismen
Die Arten Tetrahymena thermophila and T. pyriformis werden als Modellorganismen genutzt.
T. thermophila wurde beispielsweise genutzt, um Tubulin-Hemmstoffe zu entwickeln. Diese Eiweiße sind für die Zellteilung der Eukaryoten nötig. Man hofft, solche Hemmstoffe als Mittel gegen Parasiten aus der Gruppe der Apicomplexa (etwa die Malaria-Erreger Plasmodium sp. und Toxoplasmose-Erreger Toxoplasma gondii), aber auch gegen menschliche Tumorzellen verwenden zu können.

## Arten
Artenliste (Auswahl):
- Tetrahymena americanis
- Tetrahymena asiatica
- Tetrahymena australis
- Tetrahymena pyriformis
- Tetrahymena thermophila
- Tetrahymena tropicalis
- Tetrahymena vorax